# Escola de Dança da Universidade Federal da Bahia
A Escola de Dança da Universidade Federal da Bahia é a instituição de ensino superior de dança mais antiga do Brasil, fundada em 1956 a partir de um projeto visionário de Edgard Santos, o primeiro reitor da universidade. Permaneceu durante anos sendo a única instituição de ensino superior de dança do país. Sua formanda mais famosa talvez seja a cantora e compositora Daniela Mercury.